# Эль-Ахвар
Эль-Ахвар, также Месопотамские болота, Иракские болота (араб. أهوار العراق‎) — крупный массив водно-болотных угодий (маршей) в низовьях Тигра и Евфрата и в долине Шатт-эль-Араба, на Месопотамской низменности, на юге Ирака и на юго-западе Ирана. Общая площадь маршей свыше 15 тыс. км² (в 1973 году — около 8350 км²). Этот регион считается некоторыми экспертами местом библейского Эдемского сада. Традиционное место обитания озёрных арабов (мааданов). Население — около 85 тысяч человек (2005).

## Экология
Болота представляют собой экорегион заливных лугов и саванн, также известный как аллювиальные солончаки Тигра и Евфрата. Экорегион включает как месопотамские болота, так и запрудья Шадеган — водно-болотные угодья в нижнем течении реки Карун в соседнем Иране. Является уникальной природной экосистемой как одна из крупнейших в мире систем внутренних дельт в чрезвычайно жаркой и засушливой зоне. Весной затапливается из-за разливов Тигра и Евфрата. 
Естественная растительность — тростниково-камышовая: тростник (Phragmites australis), рогоз (Typha domingensis) и папирусная осока (Cyperus papyrus). На островах и берегах рек встречаются прибрежные леса из тополя (в основном Populus euphratica), тамариска (Tamarix pentandra и Tamarix meyeri) и ивы (в основном Salix acmophylla). Является местом зимовки перелётных птиц на пути из Сибири в Африку (также здесь обитает 40 видов птиц, в том числе фламинго, пеликаны и цапли), ареалом редкого вида Nesokia bunnii из рода пластинчатозубых крыс, подвида Lutrogale perspicillata maxwelli гладкошёрстной выдры.
Болота важны для прибрежного населения, поскольку отфильтровывали загрязняющие вещества и отходы до того, как те достигнут залива.  Болота также служат нерестилищами и местами нагула прибрежных видов рыб и креветок. Однако осушение болот привело к значительному снижению биопродуктивности. Под угрозой находятся от 40% до 60% мировой популяции мраморного чирка, которые живут здесь, а также 90% мировой популяции иракской камышовки. Также под угрозой находятся священный ибис и африканская змеешейка. В настоящее время на болотах вымерло семь видов, включая индийского хохлатого дикобраза и болотного серого волка.  

## История освоения местности
В классических источниках называется Батиха (араб. البطيحة‎). По историческим данным конца V века можно установить, что образование болот связано с медленным погружением территории в районе Басры.
Также здесь находятся важные археологические объекты, считающиеся одними из колыбелей цивилизации: города-государства Урук, Ур и Эреду, которые входят в число сохранившихся руин шумерских городов и поселений, возникших в южной Месопотамии в 4—3-м тысячелетиях до н. э. Урук и Ур находились на древних рукавах реки Евфрат. Эреду, находившийся в древности на берегу Персидского залива, постепенно удалился от моря вследствие аллювиальных наносов.
В 2016 году три археологических памятника и четыре заболоченных участка Эль-Ахвар (Месопотамских болот): водно-болотное угодье международного значения Эль-Хавиза (1377 км²), Центральные марши, Восточные и Западные марши Эль-Хаммар внесены в список объектов всемирного наследия ЮНЕСКО.

## Современное состояние
Озёрные арабы выращивают рис, а также с середины XX века — пшеницу и ячмень, разводят буйволов, изготавливают циновки из камыша, ловят рыбу. Их поселения расположены на многочисленных островах, плавучих островах и искусственных островах из тростника (кибаша, дибин). Транспортом озёрным арабам служат лодки (таррада, балям, машхуф) и тростниковые плоты (займа), покрытые битумом. Дома полуцилиндрической формы с арочным каркасом строят из камыша и циновок.
Озёрные арабы являются мусульманами-шиитами. После войны в Персидском заливе, в 1991 году шииты восстали против правительства Саддама Хусейна. Восстание поддержали озёрные арабы. Саддам Хусейн беспощадно подавил восстание. В 1991—2003 годах проводилась кампания по насильственному переселению озёрных арабов и осушению болот, с целью вытеснить озёрных арабов. Велось строительство дамб и каналов. В результате крупномасштабных дренажных работ в 1990-х годах болота были частично осушены и превратились в бесплодную пустыню с солончаками. К 2001 году осталось лишь 10 % болот, к 2003 году — 7 %. Возникла экологическая и социальная катастрофа. Большая часть озёрных арабов оказалась за пределами своей исконной территории, в соседних городах и лагерях беженцев в Ираке и Иране. По оценкам ООН, из региона были выселены и лишились крова до 290 тысяч озёрных арабов. 
После свержения режима Саддама Хусейна в 2003 году озёрные арабы начали возвращаться и разрушать дамбы с тем, чтобы вернуть воду. В 2004—2010 годах проводились работы по восстановлению природной экосистемы при участии Программы ООН по окружающей среде (ЮНЕП). К 2005 году было 20 % болот (3500 км²). Средства на восстановление выделило правительство Японии.
Угрожает болотам рост населения в бассейнах Тигра и Евфрата и забора воды для сельскохозяйственных и прочих целей, строительство плотин для систем орошения, борьбы с наводнениями и производства электроэнергии, в частности ввод в эксплуатацию плотины и ГЭС Илису в Турции, а также сокращение осадков.
Месопотамские болота частично пересохли из-за необычайной сильной засухи в период с конца 2020 года до середины 2021 года, который по данным иранской метеослужбы был самым засушливым за 53 года. Количество осадков в Иране летом 2021 года упало почти на 50 % по сравнению с долгосрочным средним показателем. Водный кризис затронул сельское хозяйство, животноводство, производство электроэнергии в Сирии, Ираке и Иране. Отсутствие питьевой воды при температуре воздуха выше 50 °C вызвало протесты в Хузестане и других останах Ирана, в ходе которых погибли люди.